# DN2L
DN2L este un drum național din România, înființat prin transferul în jurisdicția CNADNR a unui drum județean în mai 2004. El leagă orașele Mărășești (plecând de lângă localitatea Tișița componentă a acestui oraș) și Panciu, apoi urcă pe valea râului Șușița până la stațiunea Soveja, legându-se apoi cu DN2D la Lepșa. Între localitățile Soveja și Lepșa, drumul este închis din cauza stării proaste a carosabilului (drum pietruit plin de gropi) între kilometrii 61 și 74.
În prezent, se lucrează la modernizarea porțiunii dintre localitățile Soveja și Lepșa, ultimul stadiu înregistrat fiind de 85% pe data de 2 iulie 2024.

## Note

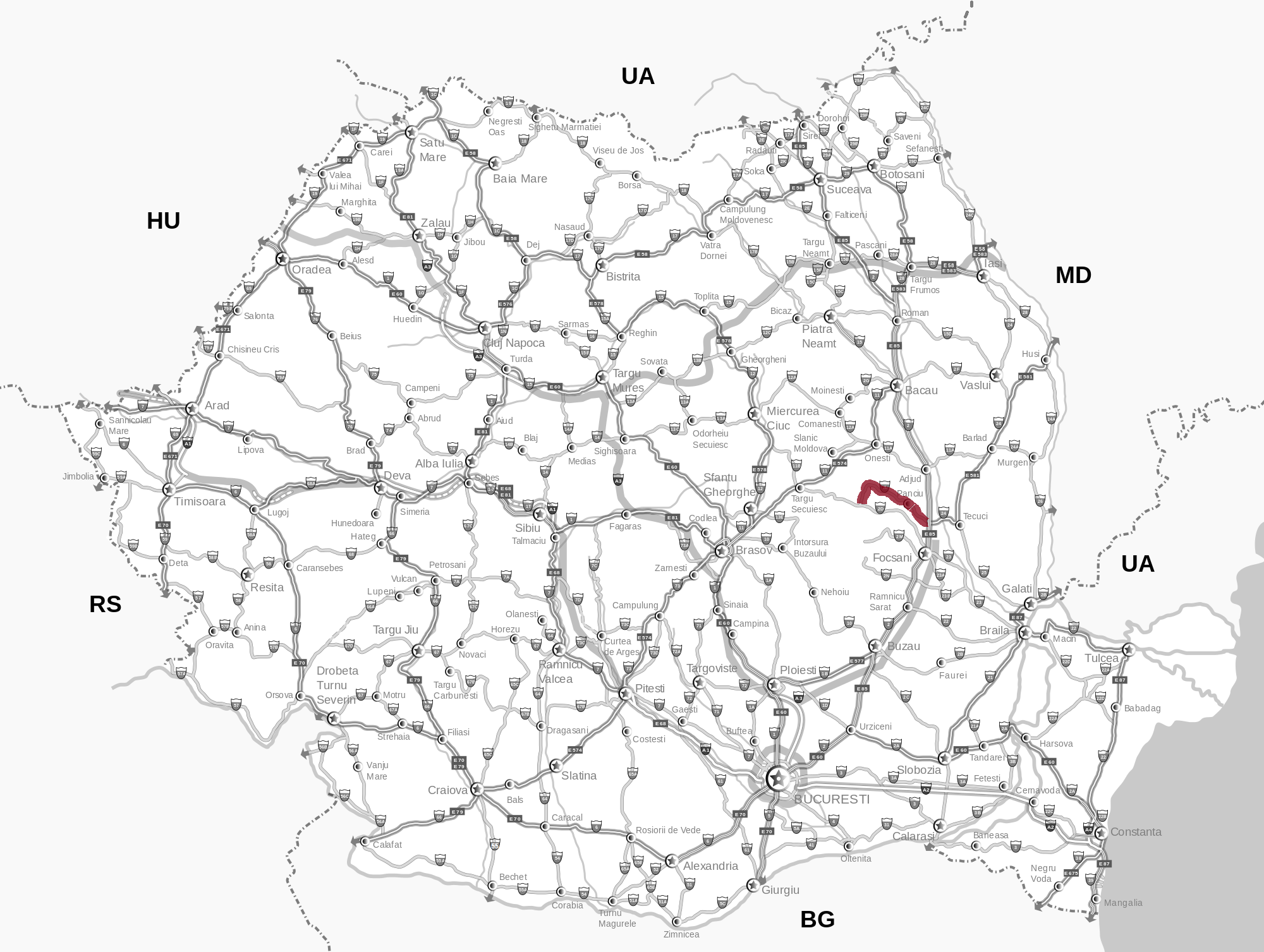
harta DN 2L

## Vezi și

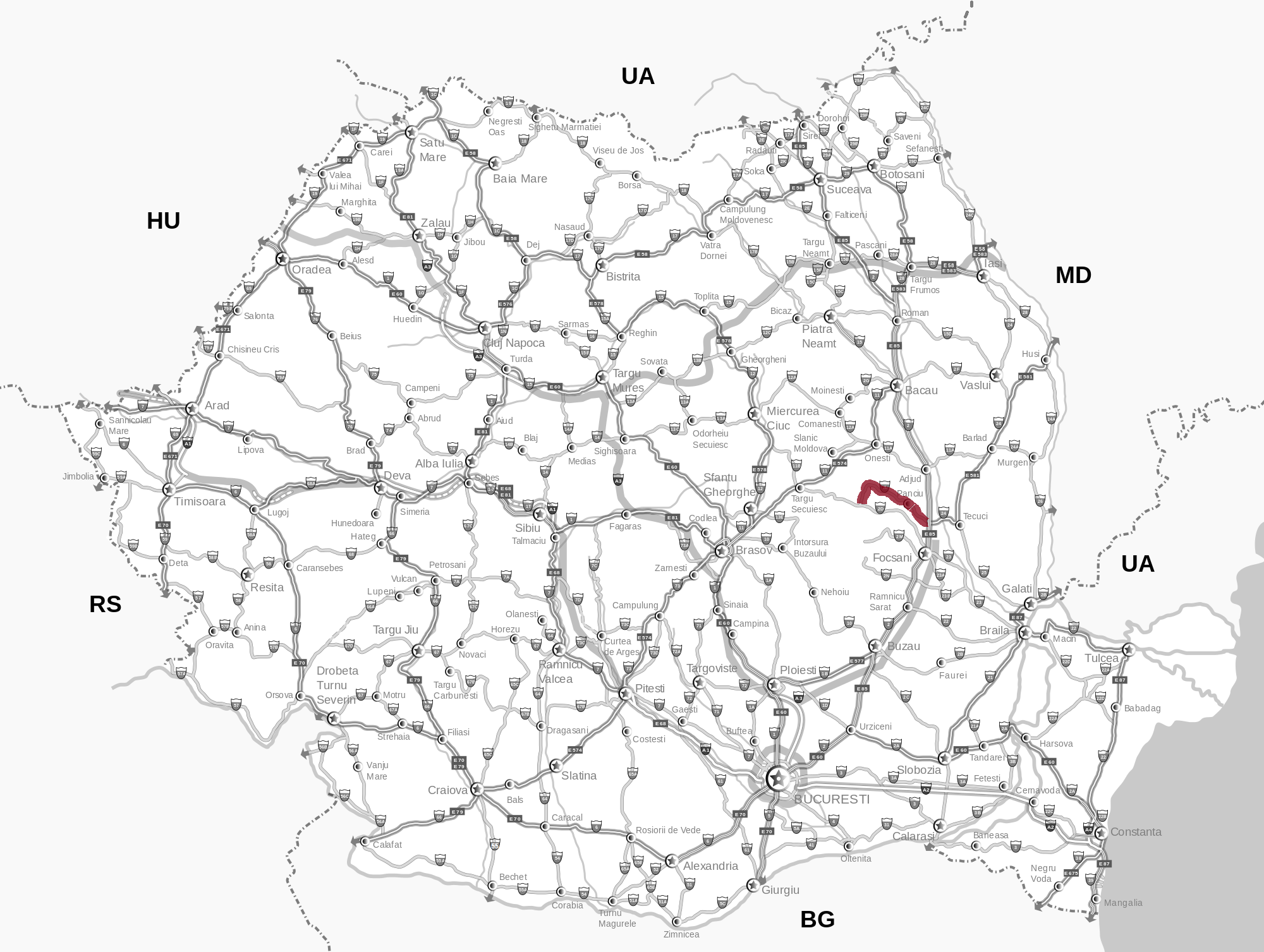
Harta DN2L